# 우이밍
우이밍(중국어 간체자: 吴依铭, 정체자: 吳依銘, 병음: Wu Yiming, 한자음: 오의명, 2006년 11월 22일 ~ )은 중화인민공화국의 바둑 기사이다. 장쑤성 우시시 출신으로 중국기원 소속의 5단이다.

## 경력
장쑤성 우시시에서 태어났다. 2019년 12월 3일 중일여자신예 특별초청전에서 나카무라 스미레를 누르고 우승을 차지했다. 2022년에는 선구자로서 나카무라 스미레와 이슬주, 스즈키 아유미, 허서현, 셰이민을 물리치고 중국 팀이 제1회 호반배 세계여자바둑패왕전에서 우승하는 데 큰 역할을 했다. 2023년에는 2022년 아시안 게임 바둑 대회에 참가하기 위해 중국 여자 대표팀에 선발됐고, 아시안 게임 바둑 여자 단체 금메달을 획득했다.